# Amplitudová modulace

Řídící signál po amplitudové a frekvenční modulaci.

Amplitudová modulace (AM) patří mezi jednoduché spojité modulace. V závislosti na změně modulačního signálu se mění amplituda nosného signálu. Frekvence ani fáze nosné vlny se u této modulace nemění.
Historicky je to nejstarší druh modulace. Začala se používat při experimentech s radiovým vysíláním těsně po roce 1900.
Ve frekvenčním spektru amplitudové modulace je nosná vlna a dvě (součtové a rozdílové) postranní pásma (DSB - Dual Side Band). Mnohdy se ale z různých důvodů některé z těchto složek odstraňují a tak vznikají modulace s jedním postranním pásmem (SSB - Single Side Band, tedy dolní postranní pásmo LSB - Lower Side Band nebo horní postranní pásmo USB - Upper Side Band) nebo s potlačenou nebo alespoň redukovanou nosnou (SC - Suppresed Carrier nebo RC - Reduced Carrier).

## Matematický popis

Frekvenční analýza AM. Modrý trojúhelník na obrázku znázorňuje modulační signál ve frekvenčním pásmu od do, zelený trojúhelník je součtové pásmo (třetí člen ve vzorci) a červený znázorňuje rozdílové pásmo (druhý člen ve vzorci). Čára mezi nimi je nosná (první člen ve vzorci).

Předpokládejme, že nosnou vlnu modulujeme jednoduchým harmonickým modulačním signálem o konstantní frekvenci.
Nosnou vyjádříme následujícím vztahem:
{\displaystyle n(t)=N\sin(\omega _{1}t)\,}.
{\displaystyle N\,} je amplituda nosné a {\displaystyle \omega \,} je její úhlová frekvence.
Jednoduchý harmonický signál {\displaystyle m(t)\,} jímž chceme nosnou modulovat, můžeme popsat vztahem:
{\displaystyle m(t)=M\sin(\omega _{2}t+\varphi )\,},
kde {\displaystyle \varphi \,} je fázový posuv vůči nosné {\displaystyle n(t)\,}.
Amplitudová modulace vznikne přidáním signálu {\displaystyle m(t)\,} k amplitudě nosné {\displaystyle N\,}. Dosadíme-li do vztahu pro nosnou, dostáváme:
{\displaystyle y(t)=(N+M\sin(\omega _{2}t+\varphi ))\sin(\omega _{1}t)\,}
S použitím vzorců pro součin harmonických funkcí je možné výše uvedený výraz upravit do tvaru:
{\displaystyle y(t)=N\sin(\omega _{1}t)+M{\frac {\cos((\omega _{1}-\omega _{2})t+\varphi )}{2}}-M{\frac {\cos((\omega _{1}+\omega _{2})t+\varphi )}{2}}}
Z tohoto vzorce je vidět, že modulovaný signál se skládá z nosné a součtového a rozdílového pásma.

## Typy amplitudových modulací
Amplitudových modulací je několik typů lišících se tím, které z výše uvedených složek a v jakém poměru se v signálu ponechají. Červená čára na obrázcích znázorňuje modulační signál (jednoduchou sinusovku) a modrá nosnou namodulovanou příslušným typem modulace.

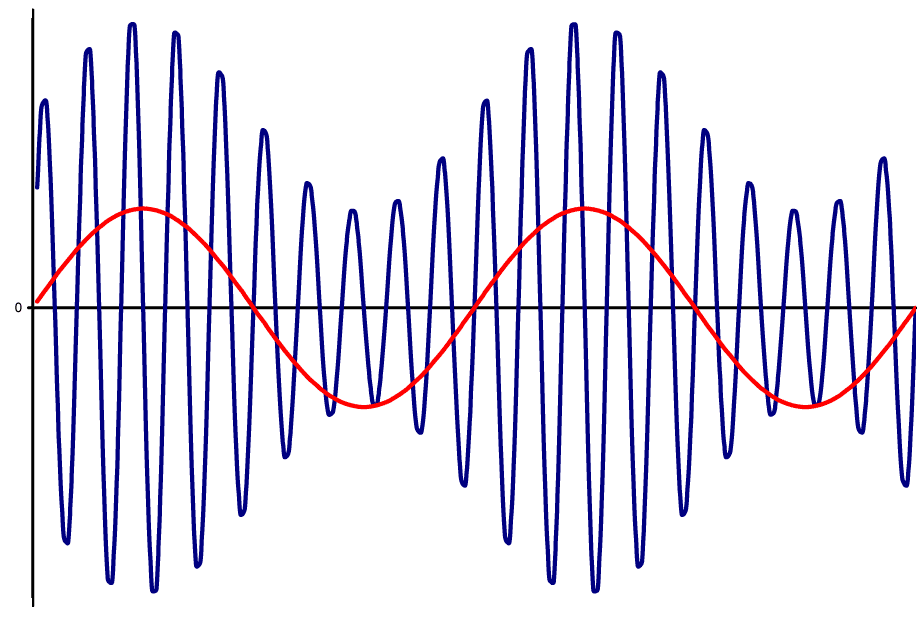
Časový průběh AM DSB s plnou nosnou
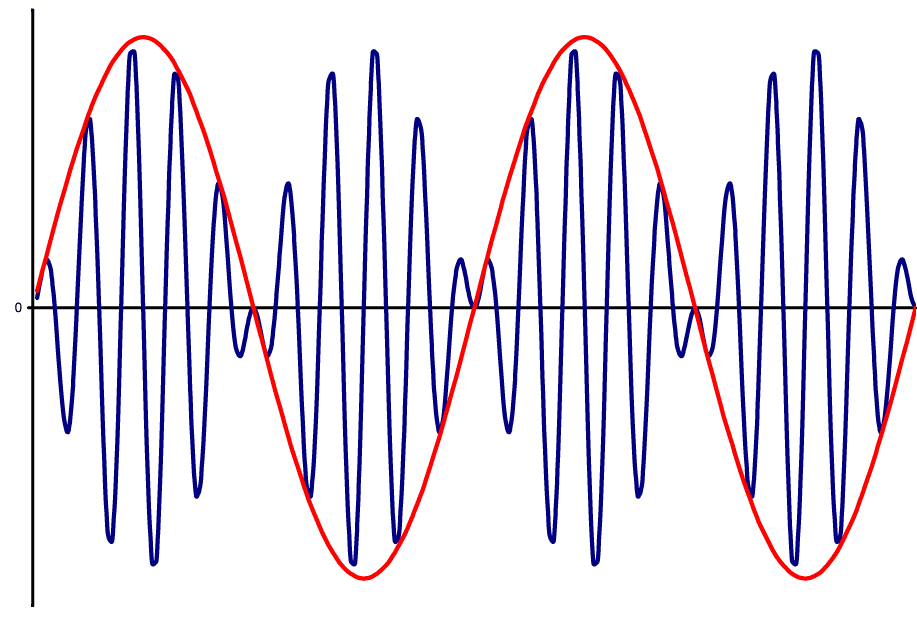
Časový průběh AM DSB s potlačenou nosnou
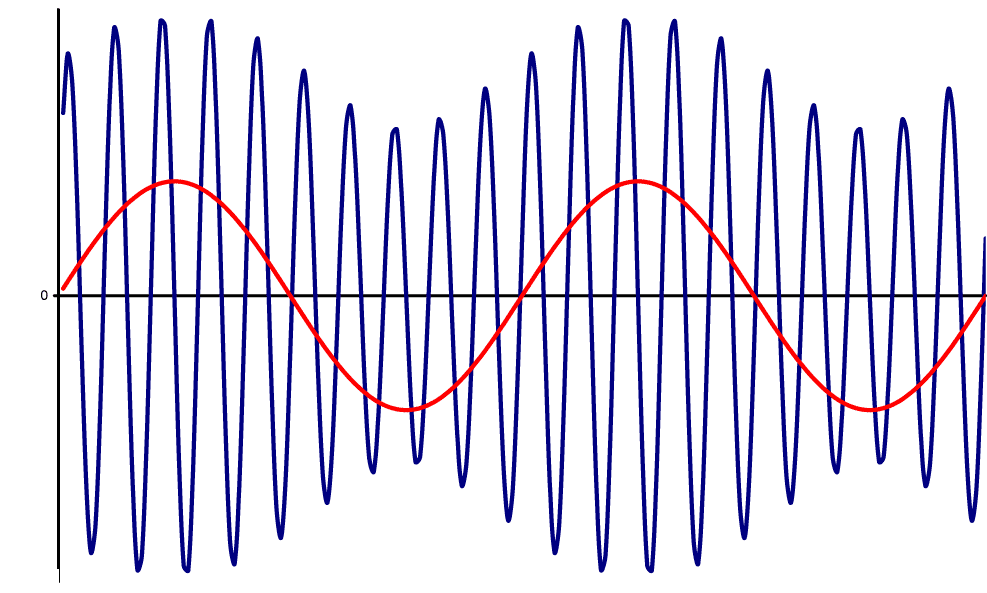
Časový průběh AM SSB s plnou nosnou
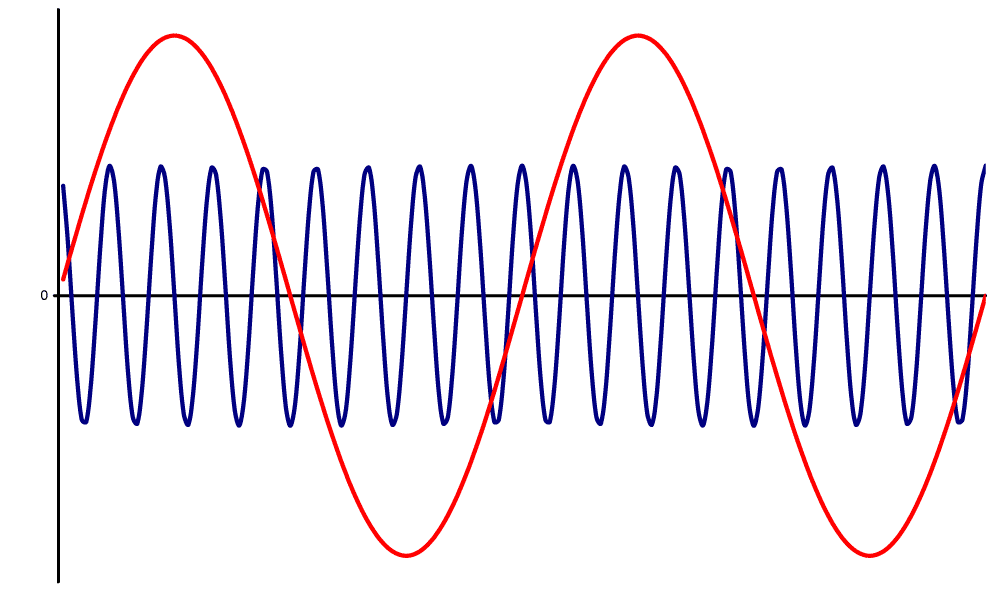
Časový průběh AM SSB s potlačenou nosnou (dochází k posunu frekvence)

AM DSB (Dual Side Band)obsahuje obě postranní pásma i nosnou přesně tak, jak je to na obrázku výše.
AM DSB SC (Dual Side Band Supressed Carrier)obsahuje sice obě postranní pásma, ale nosná je zcela potlačena. Toho se dosahuje použitím tzv. kruhového modulátoru.
AM DSB RC (Dual Side Band Reduced Carrier)obsahuje sice obě postranní pásma i nosnou, ale její velikost je zmenšena.
AM SSB (Single Side Band)obsahuje pouze jedno postranní pásmo (lze použít jak součtové, tak i rozdílové pásmo) a nosnou.
AM SSB SC (Single Side Band Supressed Carrier)obsahuje pouze jedno postranní pásmo (lze použít jak součtové, tak i rozdílové pásmo) a nosná je zcela potlačena. Modulační signál je tak při použití součtového pásma pouze přetransformován do jiného frekvenčního pásma. Při použití rozdílového pásma je navíc původní pásmo zrcadleno.
AM SSB RC (Single Side Band Reduced Carrier)obsahuje pouze jedno postranní pásmo (lze použít jak součtové, tak i rozdílové pásmo) a nosnou, ale její velikost je zmenšena.
Jednotlivé typy modulací mají různé vlastnosti, kterých se využívá v různých přenosových systémech. Obecně platí, že čím víc složek modulovaný signál obsahuje, tím je odolnější proti rušení při přenosu, ale zabírá širší pásmo.